# Ditirambos de Dionísio
Os Ditirambos de Dionisio (Dionysos-Dithyramben, no original) constituem a única recolha de poemas de carácter lírico composta por Friedrich Nietzsche. Terminados em 1888, foram publicados em um único volume apenas em 1900, depois da morte do autor.
Referindo-se à dicotomia proposta por Nietzsche entre o carácter apolíneo e dionisíaco da arte, proposta em "A Origem da Tragédia", os poemas desta recolha fazem a apologia da sedução estética e sensorial característica da figura do deus tomado como referência (Dioniso).

## Histórico da publicação
É uma coleção de nove poemas escritos no outono de 1888 por Friedrich Nietzsche sob o pseudônimo de Dionísio. Os primeiros seis poemas (Em meio às Aves de Rapina, Os Signos de Fogo, O Sol se põe, Último desejo, Glória e Eternidade e Na pobreza dos mais ricos) foram publicados na edição de 1891 Assim Falou Zaratrusta. Outros três poemas (Lamento de Ariadne, Não Louco! Apenas um poeta! e Entre as Filhas do Deserto) são composições alteradas levemente das encontradas primeiramente em Zaratustra. Glória e Eternidade foi publicado no fim do ano de 1908 na primeira edição de Ecce Homo; no entanto, agora é considerada parte integrante e indispensável dos "Ditirambos".

## Dedicatória
Em janeiro de 1889, durante sua demência, Nietzsche esboçou "dedicatórias" dos "Ditirambos de Dionísio" para Catulle Mendès, um poeta, crítico e romancista francês do parnasianismo e autor do libreto da opereta Isoline composta por André Messager, a qual fez sua estreia no Théâtre de la Renaissance em Paris em 26 de dezembro de 1888, no qual afirma sua alta consideração por Mendes, chamando-o de des grössten und ersten Satyr, der heute lebt—und nicht nur heute ("O maior e primeiro de todos os sátiros de hoje - e não apenas hoje").